# 程立 (1974年)
程立（1974年12月—），男，中国金融技术架构专家，曾任蚂蚁金服CTO，现任阿里巴巴集团CTO。